# Juan Darién
Juan Darién es un cuento del escritor uruguayo Horacio Quiroga, publicado por primera vez en el diario La Nación en 1920.

## Argumento
Una mujer viuda, pierde a su hijo por causa de la viruela, que había atacado a muchos niños. La pobre, devastada, sentada en el fondo de su casa (la cual  quedaba cerca de la selva), encuentra a un pequeño cachorrito, el enemigo del hombre, un tigre. Ella lo cría y educa como un niño normal, sin revelar su identidad, ya que el pobre sería asesinado al ser descubierto. La mujer lo amaba como si fuera su propio hijo, al igual que él a ella. Una serpiente sabia, le dijo que no se preocupe por su hijo, que todo estaría bien y que su hijo nunca sabría que no es un hombre, a menos que otra madre entre los hombres lo acuse. Al cumplir los diez años, la madre de Juan Darién murió, y él no tenía a nadie. Aun así, el niño continuaba con sus estudios. Un día, un inspector que estaba en la escuela, escuchó a Juan Darién hablar, y al trancarse en una palabra, un ruido extraño salió de su boca. El inspector estaba seguro de que aquel niño era un animal salvaje, y lo mandó a matar con un domador de fieras. La gente en el pueblo lo perseguía y lo golpeaba, la pobre criatura ya no daba más. En eso, una mujer, con su hijo en brazos, observó lo que estaba pasando, y lo acusó de ser un tigre. La profecía de la serpiente se había cumplido.
El pueblo estaba preparando una gran fiesta, colocarían fuegos artificiales en el castillo, allí pondrían a Juan Darién, para quemarlo. Todos insistían con que muestre las rayas de tigre, pero él no sabía qué era lo que tenía que mostrar exactamente. Así que fue quemado y gravemente golpeado, pero sobrevivió y se tuvo que ir del pueblo, hacia la selva. 
Cuando se instaló ya con otros tigres, decidió ir por última vez al pueblo, en busca del domador de fieras, quien le había hecho mucho daño, así que quiso vengarse por ello.  Se lo llevó hacia la selva, allí lo quemó vivo, al igual que él intentó acabar con su vida. Luego fue al pueblo a encontrarse con la tumba de su madre a rezarle y despedirse, escribiendo junto a su nombre con su propia sangre de la herida que no había cicatrizado, el que había sido su nombre alguna vez "Juan Darién". Ese sería el último acto que debía hacer para ser realmente un tigre, y así fue. Los demás lo siguieron, y serían considerados sus hermanos.

## Personajes
- Juan Darién: Personaje principal del cuento. Es un tigre con figura de humano, criado entre los hombres. Se caracteriza por su honestidad, nunca miente y está muy comprometido con el estudio aunque no sea muy bueno en ello.

- La mujer: Personaje secundario. Es la madre adoptiva de Juan Darién, una mujer joven y de gran corazón, la cual pierde a su hijo biológico, quien muere por una enfermedad. Ella encuentra al tigre y lo cría, busca lo mejor para él y lo ama con gran profundidad.

- El domador: Personaje secundario, antagonista. Es un hombre cruel, el cual tiene un odio incondicional a los animales salvajes y no tiene piedad frente a uno, además de no mostrar culpabilidad luego de maltratar a Juan Darién.

- El inspector: Personaje secundario. Un hombre con profundo odio y rencor por los tigres, sus conocimientos de las rarezas en el mundo, más allá de lo conocido por la mayoría, le permitió ver a través del cuerpo de humano de Juan Darien y sospechar de su verdadera identidad.

- La serpiente: Personaje incidental. Animal sabio que ayuda a la mujer.